# 桃園市立竹圍國民中學
桃園市立竹圍國民中學，簡稱竹圍國中、竹中，位於台灣桃園市大園區。

## 校園歷史

### 演變與發展
- 1967年：成立桃園縣立竹圍初級中學籌建委員會。
- 1968年：成立桃園縣立竹圍國民中學。
- 2014年：12月25日，因應桃園縣升格改制為直轄市，更名為桃園市立竹圍國民中學。

### 歷任校長
| 任期 | 姓名       | 任職日期   | 離職日期   | 備註                                                             |
| ---- | ---------- | ---------- | ---------- | ---------------------------------------------------------------- |
| 1    | 張飛雲先生 | 1968年8月  | 1975年7月  | 調任桃園縣立建國國民中學。                                       |
| 2    | 朱浩明先生 | 1975年8月  | 1983年12月 | 原桃園縣立文昌國民中學校長轉任，調任桃園縣立新坡國民中學。       |
| 3    | 江漢柏先生 | 1983年12月 | 1988年7月  | 原彰化縣立溪陽國民中學校長轉任，調任桃園縣立仁美國民中學。       |
| 4    | 李國亮先生 | 1988年8月  | 1994年2月  | 原屏東縣立正成國民中學校長轉任，調任桃園縣立大成國民中學。       |
| 5    | 鄭俊超先生 | 1994年2月  | 1994年7月  | 原桃園縣立大溪國民中學校長轉任，屆齡退休。                       |
| 代理 | 張秋銘先生 | 1994年8月  | 1996年3月  | 教務主任代理。                                                   |
| 6    | 彭盛星先生 | 1996年3月  | 1998年7月  | 原台東縣立海端國民中學校長轉任，調任桃園縣立仁美國民中學。       |
| 7    | 賴正宗先生 | 1998年8月  | 2002年7月  | 原桃園縣立仁和國民中學總務主任升任，調任桃園縣立龜山國民中學。   |
| 8    | 陳春輝先生 | 2002年8月  | 2004年7月  | 原桃園縣立介壽國民中學校長轉任，任內退休。                       |
| 9    | 陳春發先生 | 2004年8月  | 2010年7月  | 原桃園縣立南崁高級中學圖書館主任升任，調任桃園縣立光明國民中學。 |
| 10   | 李培濟先生 | 2010年8月  | 2014年7月  | 原桃園縣立大園國民中學總務主任升任，調回原校。                   |
| 11   | 林益鋒先生 | 2014年8月  | 2021年7月  | 原桃園縣立中興國民中學學務主任升任，調任桃園市立青埔國民中學。   |
| 12   | 高鈺宸先生 | 2021年8月  | 2025年7月  | 原桃園市立凌雲國民中學校長轉任，調任桃園市立龍興國民中學。       |
| 13   | 黃淑貞女士 | 2025年8月  | 現任       | 原桃園市政府教育局國中教育科課程督學升任。                       |

## 學區
三石里、菓林里、竹圍里、海口里、沙崙里、後厝里（全里）【為竹圍、大園國中共同學區】。

## 外部連結
- 桃園市立竹圍國民中學 （页面存档备份，存于）